# Steenspringer
De steenspringer (Pinarornis plumosus) is een zangvogel uit de familie Turdidae (lijsters), maar in de eerdere versies van de IOC World Bird List staat de vogel als behorend tot de Muscicapidae (vliegenvangers).

## Verspreiding en leefgebied
Deze soort komt voor van zuidoostelijk Zambia tot Botswana, zuidelijk Malawi, Zimbabwe en Mozambique.